# Louis Nicolas Le Tonnelier de Breteuil

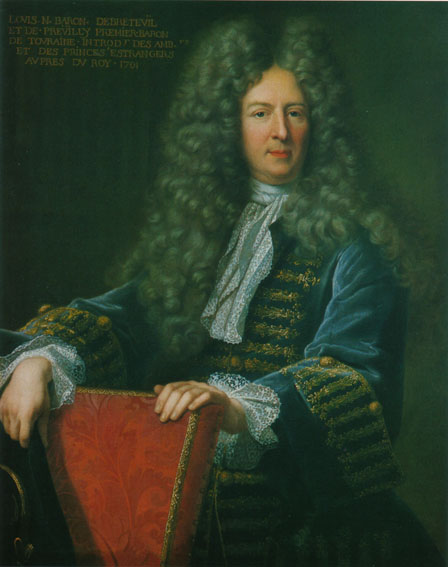
Der Baron de Breteuil gemalt von Hyacinthe Rigaud

Louis Nicolas Le Tonnelier, Baron de Preuilly und de Breteuil (* 14. September 1648 in Montpellier; † 24. Mai 1728 in Paris), war ein Offizier des französischen Königshauses unter Ludwig XIV., der bei Hof die Aufgabe hatte, die Gesandten ausländischer Fürsten auf eine Audienz vorzubereiten und dem König vorzustellen. Damit war der Titel Introducteur des ambassadeurs verbunden.

## Leben
Louis Nicolas Le Tonnelier war der jüngste Sohn von Louis Le Tonnelier de Breteuil (1609–1685), Intendant der Provinz Languedoc und Berater des Parlement de Paris. 
Als ehemaliger Lecteur du Roi, was ihm den Zugang zum petit lever (Teil der aufwendigen Hofsitte unter Ludwig XIV.) ermöglichte, wurde er im Jahre 1682 von Louis XIV. als außerordentlichen Gesandter zu Ferdinando Carlo von Gonzaga-Nevers, Herzog von Mantua, geschickt. Seine Aufgabe bestand darin, die Durchsetzung des mit dem Herzog geschlossenen Geheimvertrages zu überwachen und herauszufinden wie Frankreich auf die italienischen Provinzen Mantua und Montferrat mehr Einfluss nehmen könnte (sowohl die Habsburgermonarchie, welche mit Leopold I. den römisch-deutschen Kaiser stellte, wie auch Savoyen-Piemont hegten in der gleichen Zeit ähnliche Ambitionen).
Während seiner Botschaftstätigkeit kam de Breteuil in Konflikt mit den Feinheiten des Protokolls und er überwarf sich auch mit Marquis Luigi de Canossa, welcher am Hof den römisch-deutschen Kaiser vertrat. 1684 nach Paris zurückgerufen, verkaufte er sein Amt als Lecteur du Roi, behielt jedoch sein Recht auf Zugang zum König sowie auch seine Wohnung im Schloss Versailles und als 1698 mit dem Tod von Étienne Chabenat, seigneur de Bonneuil, das Amt des Introducteur des ambassadeurs frei wurde, übte de Breteuil diese Aufgabe aus, bis er seinen Posten im Todesjahr Ludwigs XIV. (1715) an Joseph Magny, marquis de Foucault, für 250.000 Livres verkaufte.
Louis Nicolas Le Tonnelier wurde 1697 mit Gabrielle Anne de Froulay verheiratet. Die beiden waren die Eltern der Marquise du Châtelet, Wissenschaftlerin und Geliebte von Voltaire, sowie von Abt Élisabeth Théodore Le Tonnelier de Breteuil (1710–1781). Aus einer vorehelichen Beziehung mit der Schriftstellerin Anne Ferrand hatte er eine 1686 geborene Tochter, die unter dem Namen Michelle in ein Kloster gegeben wurde.
Das Amt des Introducteur des ambassadeurs wurde de Breteuil zuteil, obwohl er nicht von adliger Geburt war. 1699 kaufte er die verwaiste Baronie von Preuilly und entlehnte ihr seinen Titel. Im Jahr 1706 erhielt er die Erlaubnis, den Namen de Breteuil allein oder gemeinsam mit de Preuilly zu tragen.